# ييوو

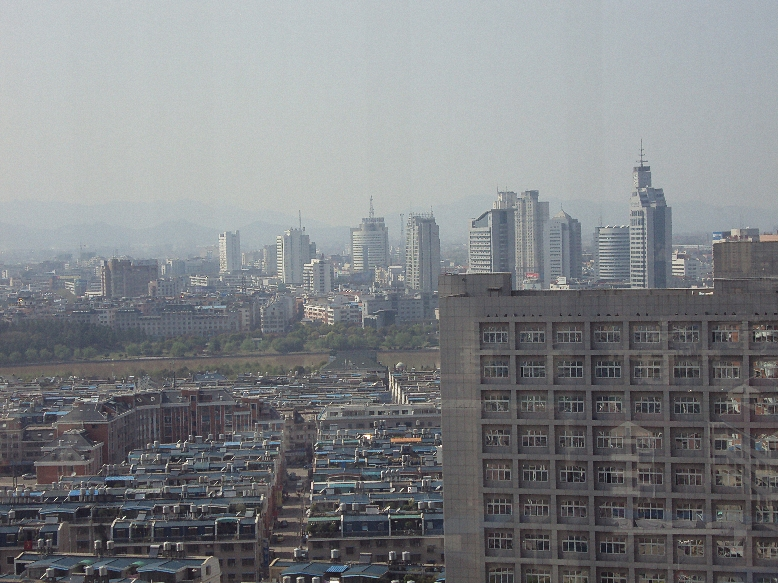
مركز المدينة

أيو أو ييوو مدينة صينية يقطنها حوالي 1,2 مليون نسمة، تقع في وسط مقاطعة جيجيانغ وسط الساحل الشرقي لجمهورية الصين الشعبية، تشتهر المدينة بتجارة السلع الصغيرة الحرة، وهي مدينة نابضة بالحياة وتعدّ مركزاً سياحياً في المنطقة. وبالرغم من أن مدينة أيوو تابعة إدارياً لولاية جينهوا إلا أنها أشهر منها محلياً ودولياً.
بها عدة مساجد ومطاعم عربية وجالية عربية من التجار.
انطلقت من مدينة «أيو» أطول رحلة قطار وذلك لنقل حاويات بضائع إلى مدريد سنة 2014م في سياق تطوير الحكومة الصينية للبنية التحتية.

## المناخ
يظهر الجدول التالي التغييرات المناخية على مدار السنة لييوو:
| البيانات المناخية لـييوو                         | البيانات المناخية لـييوو | البيانات المناخية لـييوو | البيانات المناخية لـييوو | البيانات المناخية لـييوو | البيانات المناخية لـييوو | البيانات المناخية لـييوو | البيانات المناخية لـييوو | البيانات المناخية لـييوو | البيانات المناخية لـييوو | البيانات المناخية لـييوو | البيانات المناخية لـييوو | البيانات المناخية لـييوو | البيانات المناخية لـييوو |
| الشهر                                            | يناير                    | فبراير                   | مارس                     | أبريل                    | مايو                     | يونيو                    | يوليو                    | أغسطس                    | سبتمبر                   | أكتوبر                   | نوفمبر                   | ديسمبر                   | المعدل السنوي            |
| ------------------------------------------------ | ------------------------ | ------------------------ | ------------------------ | ------------------------ | ------------------------ | ------------------------ | ------------------------ | ------------------------ | ------------------------ | ------------------------ | ------------------------ | ------------------------ | ------------------------ |
| متوسط درجة الحرارة الكبرى °م (°ف)                | 9.2 (48.6)               | 11.4 (52.5)              | 15.7 (60.3)              | 22.2 (72.0)              | 27.2 (81.0)              | 29.7 (85.5)              | 34.4 (93.9)              | 33.6 (92.5)              | 28.8 (83.8)              | 23.9 (75.0)              | 18.3 (64.9)              | 12.2 (54.0)              | 22.2 (72.0)              |
| متوسط درجة الحرارة الصغرى °م (°ف)                | 2.4 (36.3)               | 4.2 (39.6)               | 7.7 (45.9)               | 13.4 (56.1)              | 18.4 (65.1)              | 22.1 (71.8)              | 25.9 (78.6)              | 25.3 (77.5)              | 21.2 (70.2)              | 15.7 (60.3)              | 9.9 (49.8)               | 4.0 (39.2)               | 14.2 (57.5)              |
| الهطول مم (إنش)                                  | 71.2 (2.80)              | 86.9 (3.42)              | 149.9 (5.90)             | 149.6 (5.89)             | 146.7 (5.78)             | 244.2 (9.61)             | 138.3 (5.44)             | 125.1 (4.93)             | 105.7 (4.16)             | 60.3 (2.37)              | 62.3 (2.45)              | 46.7 (1.84)              | 1٬386٫9 (54.59)          |
| المصدر: China Meteorological Data Service Center |                          |                          |                          |                          |                          |                          |                          |                          |                          |                          |                          |                          |                          |

## توأمة
لييوو اتفاقيات توأمة مع:
- بروكلين